# Жюль Франсуа Луи де Роган, принц Субиз
Жюль Франсуа Луи де Роган (фр. Jules-François-Louis de Rohan; 16 января 1697 — 6 мая 1724) — французский дворянин и принц де Субиз. Он умер от оспы в возрасте двадцати семи лет.

## Биография
Родившийся в Париже 16 января 1697 года. Единственный сын Эркюля Мериадека де Рогана, герцога дле Роган-Роган (1669—1749), и его жены Анны Женевьевы де Леви (1673—1727). В качестве члена дома де Роган, он имел право на титул высочества. Его мать была единственным ребенком мадам де Вантадур.
В возрасте семнадцати лет он женился на Анне Жюли де Мелён (1698 — 18 мая 1724). Супруги поженились в Париже 16 сентября 1714 года. Его жена была дочерью Луи де Мелёна и Элизабет Терезы Лотарингской, которая сама была правнучкой короля Франции Генриха IV Бурбона. У супругов было пять детей.
В мае 1724 года он и его жена подхватили оспу. Жюль первым умер от болезни 6 мая, и 18 мая за ним последовала его жена.

## Дети
- Шарль де Роган, принц Субиз, герцог де Роган-Роган (16 июля 1715 — 4 июля 1787), 1-я жена — Анна Мария Луиза де ла Тур д’Овернь (1722—1739); 2-я жена — принцесса Анна Тереза Савойская (1717—1745); 3-я жена — ландграфиня Анна Виктория Гессен-Ротенбург (1728—1792).
- Франсуа Арман Огюст де Роган, кардинал де Субиз, принц Турнон (1 декабря 1717 — 28 июня 1758)
- Мария Луиза де Роган (7 января 1720 — 4 марта 1803) вышла замуж за Гастона Жан Батиста де Лоррена, графа Марсана, брата мадемуазель де Марсан. Брак был бездетным.
- Франсуа Огюст де Роган, граф Турнон (16 сентября 1721 — 6 августа 1736), не был женат
- Рене де Роган, аббат Люксёя (26 июля 1723 — 7 февраля 1743), не был женат.